# Diomedes (Bildhauer)
Diomedes (altgriechisch Διομήδης) war ein antiker griechischer Bildhauer.
Diomedes ist von einer Signatur auf einem Relief bekannt, das die Göttin Hygieia zeigt. Heute befindet es sich im Museo Archeologico Regionale Antonino Salinas.